# Ligne Hankyu Kobe Kosoku
La ligne Hankyu Kobe Kosoku (阪急神戸高速線, Hankyu Kobe Kosoku-sen) est une ligne ferroviaire située à Kobe au Japon. Elle relie la gare de Kobe-Sannomiya à celle de Kōsoku Kōbe. La ligne appartient à la compagnie Kobe Rapid Transit Railway pour laquelle elle constitue une partie de la ligne Tōzai, et est exploitée par la compagnie Hankyu.

## Histoire
La ligne ouvre le 7 avril 1968 et permet de relier les réseaux Hankyu et Hanshin.

## Caractéristiques

### Ligne
La ligne est entièrement souterraine.
- Longueur : 2,8 km
- Ecartement : 1 435 mm
- Alimentation : 1 500 V par caténaire

### Interconnexion
A Kobe-Sannomiya, les trains continuent sur la ligne Hankyu Kobe jusqu'à Osaka-Umeda. A Kōsoku Kōbe, les trains empruntent la ligne Hanshin Kobe Kosoku jusqu'à la gare suivante de Shinkaichi.

### Liste des gares
| HK-16 | Kobe-Sannomiya | 神戸三宮 | 2,8 | Hankyu : Kobe (interconnexion) Hanshin : Hanshin à Sannomiya : Métro municipal de Kobe : Kaigan, Seishin-Yamate JR West : JR Kobe Kobe New Transit : Port Liner |
| HK-17 | Hanakuma (ja)  | 花隈     | 1,5 | |
| HS-35 | Kōsoku Kōbe    | 高速神戸 | 0,6 | Hanshin : Kobe Kosoku (interconnexion) Métro municipal de Kobe : Kaigan (à Harborland) JR West : JR Kobe (à Kobe)                                               |